# 1889 у літературі

## Книги
- «Клеопатра» — роман Генрі Райдера Гаґґарда
- «Крейцерова соната» — повість Льва Толстого
- «Лялька» — роман Болеслава Пруса
- «Мік Кларк» — роман Артура Конан Дойла
- «Насолода» — роман Габріеле д'Аннунціо
- «Таємниця Клумбера» — роман Артура Конан Дойла
- «Троє у човні» — гумористична повість Джерома Клапки Джерома
- «Янкі з Коннектикуту при дворі короля Артура» — роман Марка Твена

## П'єси
- «Пропозиція» — п'єса Антона Чехова.
- «Принцеса Мален» — п'єса-казка Моріса Метерлінка.

## Поезія
- «Мандри Ойсіна» — перша збірка віршів Вільяма Батлера Єйтса.

## Народилися
- 7 квітня — Габріела Містраль, чилійська поетеса.
- 27 квітня — Арнульф Еверланн, норвезький поет.
- 23 червня — Анна Ахматова, російська поетеса.
- 5 липня — Жан Кокто, французький письменник.
- 17 липня — Ерл Стенлі Ґарднер, американський письменник.
- 5 серпня — Конрад Айкен, американський письменник і поет.
- 26 вересня — Мартін Гайдеггер, німецький філософ.

## Померли
- 17 січня — Хуан Монтальво, еквадорський письменник.
- 15 червня — Міхай Емінеску, румунський поет.
- 23 вересня — Вілкі Коллінз, англійський письменник.
- 10 грудня — Людвіг Анценгрубер, австрійський письменник, драматург.
- 12 грудня — Роберт Браунінг, англійський поет.
- 26 грудня — Левко Боровиковський, український письменник, представник українського романтизму.